# 林鳳潭
林 鳳潭（はやし ほうたん、宝暦11年（1761年） - 天明7年1月14日（1787年3月3日））は、江戸時代中期の朱子学派儒学者。林鳳谷の孫。林家6代。諱は信徴。

## 略歴
父の林龍潭が早く亡くなったため、14歳で祖父・鳳谷の跡を継ぎ、幕府儒官となる。天明5年（1785年）大学頭（だいがくのかみ）となった。天明7年（1787年）、27歳で死去。同年、林錦峯（きんぽう）が林家を継いだ。

## 年貢先納金騒動
鳳潭の代の1785年（天明5年）に、湯島聖堂領である武蔵国久良岐郡多々久郷（最戸村・久保村・弘明寺村・中里村の4村で、現・横浜市南区・港南区の一部に当たる地域）に対し、年貢先納金（年貢の納期前に領民に納めさせる金で、年貢納期時に清算する。領主から領民への前借り金のようなもの）50両を命じた。多々久郷では、近隣の金井村（久世広民領・現横浜市港南区）から借金をして納め、翌年の年貢米で金井村に返済する予定だったが、翌年が凶作だったため、返済期限を伸ばしてもらったところ、翌々年、領主の林家が先納金の清算を無視して年貢の全納を命じたことから金井村への返却が不可能となったため、金井村は幕府評定所に多々久郷を訴えるとともに、多々久郷と協議して林家への年貢米送付を阻止した。
聖堂領からの年貢は、湯島聖堂の孔子像を祀る費用として使途を限定して5代将軍徳川綱吉が林家に与えたもので、流用は禁じられていたが、この金井村の訴訟によって、林家が財政的困窮から聖堂領の年貢を家計へ流用していたことが発覚し、これをきっかけに、幕府による林家の粛正と聖堂の学制改革が始まり、のちの寛政異学の禁、湯島聖堂の「昌平坂学問所」への改編、聖堂領の「学問所領」変更などに繋がった。